# ローマ帽子の謎
『ローマ帽子の謎』（ローマぼうしのなぞ、The Roman Hat Mystery ）は、1929年に発表されたエラリー・クイーンの長編推理小説。
作家エラリー・クイーンの処女作であると同時に、エラリー・クイーン（作者と同名の探偵）が初登場する作品であり、タイトルに国名が含まれる、いわゆる「国名シリーズ」の第1作でもある。

## あらすじ
連日大入り満員を続けていたニューヨークのローマ劇場で、上演中に一人の観客が「人殺しだ……殺された」とうめき声を残して死亡した。ただちに劇場の出入り口は封鎖され、ニューヨーク市警のリチャード・クイーン警視と、警視の息子で推理作家のエラリー・クイーンが捜査を開始する。
やがて、被害者モンティ・フィールドが強請りをやっていた悪徳弁護士であること、殺害に使われた毒物がガソリンから容易に生成可能なテトラエチル鉛であること、被害者が持っていた飲み物からは毒物が検出されなかったこと、さらに被害者が殺される直前まで持っていたシルクハットが紛失しており、劇場内のどこにもないことが判明する。
エラリーは、犯人は被害者から強請られていた人物の一人であり、犯人を強請るための書類がシルクハットの中に隠されていたため、帽子ごと持ち去らざるを得なかったと推理する。そしてついに、エラリーは犯人を突き止めるが、物的証拠や目撃証言が全くないため逮捕に踏み切れない。
万策尽きたかに思われたが、犯人をもう1回強請れば、また同じ毒を持って殺しにくるのではと考えつく。その提案を聞いたクイーン警視が犯人に罠を仕掛ける。

## 主な登場人物
- モンティ・フィールド - 悪徳弁護士。弁護士稼業の合間に、恐喝を常習的に行なっていたらしい。
- ウイリアム・プザック - ローマ劇場の観客。被害者の死体の第一発見者。
- ジェイムズ・ピール - 舞台劇の主演男優。
- イーヴ・エリス - 舞台劇の主演女優。
- スティヴン・バリー - 舞台劇の助演男優。結婚を間近に控えている。
- ヒルダ・オレンヂ - 舞台劇の助演女優。セクシーな役を得意としている。
- ルシール・ホートン - 舞台劇の助演女優。性格俳優の英国人。
- ルイス・パンザー - ローマ劇場の支配人。
- マッジ・オコンネル - ローマ劇場の案内係。
- ジェス・リンチ - ローマ劇場の茶菓販売員。
- ハリー・ニールスン - ローマ劇場の広報担当。
- フィリップス夫人 - ローマ劇場の衣装担当。
- シュタッドガード - ローマ劇場の観客。医師。
- アンジェラ・ラッソー - モンティ・フィールドの愛人。
- フランセス・アイヴズ・ポープ - スティヴンの婚約者。
- トマス・ヴェリー - ニューヨーク警察の部長刑事。部下の刑事や巡査たちを率いて現場の陣頭指揮を執る。
- リチャード・クイーン - ニューヨーク警察の警視であり、刑事係長。エラリーの父でヴェリー部長の上司。
- エラリー・クイーン - ローマ劇場の観客。名探偵で推理小説家。父の警視とともにフィールド殺しの捜査に乗り出す。

## 提示される謎
- 証拠品（シルクハット）の消失とその理由

## 特徴
- 「モンティ・フィールドを殺したのは誰か」として、物語の冒頭に被害者・探偵を含め40人にも及ぶ容疑者リスト[2]を載せている。
- 第一作ということもあり、エラリーが単独で活躍することの多い中期以降の作品と異なり、父親のリチャード・クイーン警視が積極的に捜査を進めるなど、強い印象と存在感を示している。

## 作品の評価
- エラリー・クイーン・ファンクラブ[3]会員40名の採点による「クイーン長編ランキング」では、本作品は14位となっている[4]。

## 日本語訳書
- 『ローマ帽子の謎』 井上勇訳、創元推理文庫、1960年 ISBN 978-4-48-810405-4
- 『ローマ帽子の謎』 中村有希訳、創元推理文庫、2011年 ISBN 978-4-48-810436-8
- 『ローマ帽子の秘密』 宇野利泰訳、ハヤカワ・ミステリ文庫、1982年 ISBN 978-4-15-070133-8
- 『ローマ劇場毒殺事件』 石川年訳、角川文庫、1963年
- 『ローマ帽子の秘密』 越前敏弥訳、青木創訳、角川文庫、2012年 ISBN 978-4-04-100256-8

## 備考
- 本作の前書きによると、この話は過去の事件の後日談であり、エラリーはこの時点で結婚してイタリアに住んでいることになっているが、後の作品ではエラリーは中年になっても独身でニューヨークに住んでいる。